# 鴨神社 (玉城町)
鴨神社（かもじんじゃ）は、伊勢神宮皇大神宮（内宮）の摂社。大日山の中腹に鎮座し、神宮125社の中では最難所と言える神社である。

## 概要
三重県度会郡玉城町山神字岡谷1398に鎮座する。玉城町にある13の内宮摂末社のうちの1社である。内宮の摂社27社のうち、第4位である。
社名の「鴨」は従来、旧地名であると考えられていたが、斎宮遺跡の発掘の進展により、水司の鴨氏との関連が指摘されるようになった。社地の面積は15,018m2。社殿は神明造の板葺で南向きに建っており、一重の玉垣に囲まれている。1基の神明鳥居がある。神体は石である。賽銭箱は置かれていない。
境内の下を流れる沢は、どんな日照りの日でも枯れたことがないと伝えられる。晩秋には境内の木々が紅葉する。

## 祭神
祭神は、石己呂和居命（いしころわけのみこと）と御前神（みまえのかみ）。両神とも大水上命（おおみなかみのみこと）の子で、農耕灌漑の神とされる。元は1柱ずつ社殿が設けられていたが、江戸時代に河邊精長（大中臣精長）が鴨神社を再興した際に社殿を1つして以降、社殿は1つしか建てられていない。

## 歴史
『延暦儀式帳』によれば、倭姫命の御世に創建された。すなわち皇大神宮と同じくらいの歴史を持つ。古書では「鴨社」または「鴨神社」と表記し、読みについては「かも」で異論はない。皇大神宮に準じて20年に1度社殿を建て替える式年遷宮が造宮使によって行われることが規定されていた。
しかし暦応3年12月8日（ユリウス暦：1340年12月27日）に但馬国の役夫工米で鴨神社を造り替えるよう命じたことが記されたのを最後に造り替えの記録は途絶えた。寛文3年9月7日（グレゴリオ暦：1663年10月7日）に大宮司・河邊精長（大中臣精長）が山神村字竈谷に再興した。御巫清直は『二宮管社沿革考』で、この再興地が不適切であると指摘し、山神村内にある産土神の神社を旧社地に比定した。御坐清直の比定した地は1908年（明治41年）に合祀されてなくなった八柱神社の跡地で、「モトミヤサン」と呼ばれ多くの遺構が残存する。河邊精長が再興した地点には、遺構として石垣などが残されている。その後、1876年（明治9年）に移転し、社地が確定した。
1922年（大正11年）3月に建て替えが行われた。

## 祭祀
旧暦の3月16日に「宮田もり神事」という庚申待を行う。
巡回祭典の形で祈年祭（2月）、月次祭（6月・12月）、神嘗祭（10月）、新嘗祭（11月）の際は社殿の前で祭祀が行われ、歳旦祭（1月）、元始祭（1月）、建国記念祭（2月11日）、風日祈祭（5月・8月）、天長祭（12月23日）は皇大神宮五丈殿で遥祀にて催行する。

## 交通
付近には斎宮の氷室跡がある。鴨神社から2.5km離れた所には内宮末社の鴨下神社（かもしもじんじゃ）があり、祭神が一致することや、同じ城田郷に鎮座することなど関連がある。
公共交通
付近に鉄道駅やバス停留所はなく、鎮座地の山神集落までJR参宮線田丸駅より南西へ徒歩約50分（約4.0km）、同線外城田駅より南へ徒歩約53分（約4.3km）離れている。山神集落からは、集落内にある「鴨神社」の石標から竹林の間を小道で抜け、伊勢自動車道の下をトンネルでくぐり、山道を抜けると鴨神社に至る。石標から神社まで約1.1kmあり、20分程度かかる。付近には林業用の作業道があり、迷わないよう注意が必要である。
自家用車
伊勢自動車道玉城ICより「鴨神社」の石標まで約6分（約2.1km）。上記の山道は徒歩専用で自動車では通ることができない。しかし付近に的山公園の駐車場が、伊勢自動車道の下をトンネルでくぐったところにある。途中までコンクリート舗装された山道を歩くことができ、こちらの方が歩行距離が短くて済む。